# Jimmie Vaughan
Jimmie Lawrence Vaughan (Dallas, Texas; 20 de marzo de 1951) es un guitarrista y cantante de blues estadounidense.
Es uno de los principales guitarristas de la escena de Austin desde la década de 1970 hasta la actualidad. Su estilo, limpio, elegante y alternando el fingerpicking, está influenciado por Freddie King, del cual recibió asistencia personal, Albert King, B. B. King y Johnny "Guitar" Watson.

## Inicios
Vaughan jugaba al fútbol amateur, pero a los 13 años tuvo una lesión que lo dejó inactivo y en cama por cierto tiempo. Un amigo de la familia le prestó una guitarra para que se entretuviera mientras se recuperara. Rápidamente aprendió a tocarla y empezó a enseñarle a su hermano menor, Stevie Ray Vaughan.
A los 15 años, tuvo su primera banda de rock garage[cita requerida], llamada The Swinging Pendulums donde tocaba en clubes de Dallas con cierta repercusión. A los 16 años, formó parte de The Chessman, una banda que teloneó a Jimi Hendrix en su momento. Jimmie tuvo oportunidad de ver un show de Muddy Waters y Freddie King, que marcaron su interés en el blues para siempre. Ya al cumplir los 19 años se mudó a Austin a probar suerte.
En 1970, ya instalado en Austin, participó de numerosas bandas locales, hasta que decidió crear su propio grupo, The Storm, que afortunadamente logró tener cierta repercusión a nivel local mientras crecía su estatus como guitarrista. Como nota adicional, Stevie Ray Vaughan, su hermano menor, tocaba el bajo en esta banda.

## The Fabulous Thunderbirds
En 1976 formó la banda The Fabulous Thunderbirds con el cantante y armonicista Kim Wilson, el bajista Keith Ferguson y el baterista Mike Buck. Los primeros cuatro álbumes tuvieron repercusión en las listas de grabación del literalmente llamado 'Blues Blanco'. Lamentablemente, más allá de las listas, recién lograron entrar al mainstream en el año 1986 con el disco Tuff Enuff.
The Fabulous Thunderbirds consiguieron un nuevo contrato en ese año y prosiguieron haciendo música más comercial con un sonido de producción más pop. Jimmie dejó la banda en el año 1989 e hizo un álbum llamado Family Style con su hermano menor.

## Carrera solista

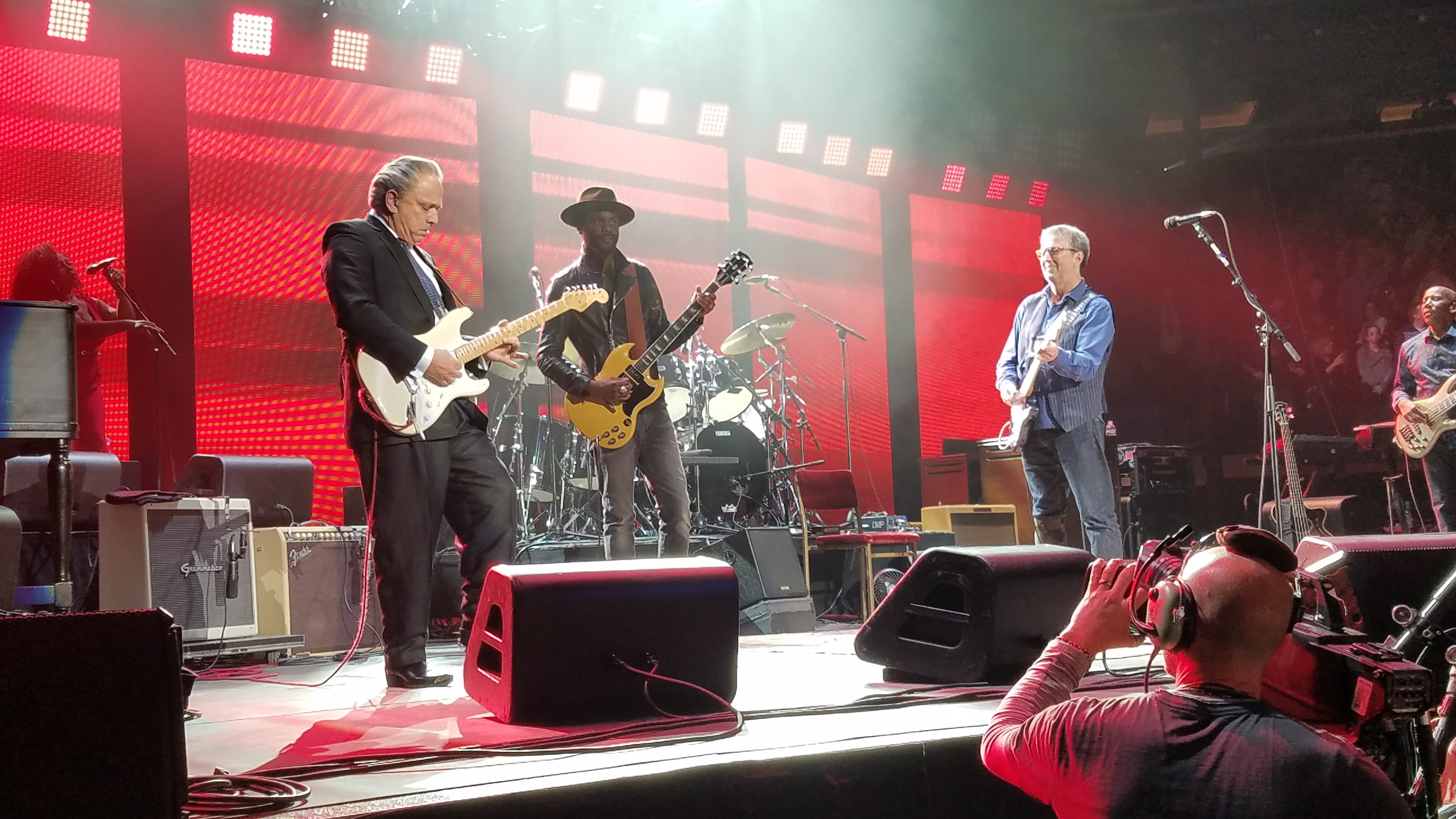
Jimmie Vaughan y Gary Clark, Jr. se unen a Eric Clapton en el escenario del Madison Square Garden durante el bis de Clapton el 19 de mayo de 2017.

Jimmie lanzó su primer álbum solista llamado Strange Pleasure en 1994 y desde allí prosiguió su carrera solista, con material usualmente más blusero que roquero, principalmente con material compuesto por él mismo y desarrollando su estilo finger-picking en guitarras eléctricas. Ha participado en numerosos conciertos, algunos de ellos junto a Eric Clapton (con quien además participó en un memorial de su hermano SR), BB King o Robert Cray.
Desde el año 1997, Fender produjo una guitarra para él, la Tex-Mex Stratocaster.

## Premios
Grammys
- 1990 Contemporary Blues Recording: Family Style with Stevie Ray Vaughan
- 1990 Rock Instrumental Performance: "D/FW" with Stevie Ray Vaughan
- 1996 Rock Instrumental Performance: "SRV Shuffle" with Eric Clapton, Bonnie Raitt, Robert Cray, B.B. King, Buddy Guy, Dr. John, and Art Neville
- 2001 Traditional Blues Album: Do You Get the Blues?

## Apariciones en películas
great balls of fire
- Blues Brothers 2000

## Discografía

### Solista
- Strange Pleasure (Epic, 1994)
- Out There (Epic, 1998)
- Do You Get the Blues? (Artemis, 2001)
- Play Blues, Ballads & Favorites (Shout! Factory, 2010)

### The Fabulous Thunderbirds
- The Fabulous Thunderbirds (Chrysalis, 1979)
- What's the Word (Benchmark, 1980)
- Butt Rockin' (Benchmark, 1981)
- T-Bird Rhythm (Benchmark, 1982)
- Tuff Enuff (Epic, 1986)
- Hot Number (Epic, 1987)
- Powerful Stuff (Epic, 1989)

### Vaughan Brothers
- Family Style (Epic, 1990)